# マーガレット (スコットランド女王)
マーガレット（Margaret, 1283年4月9日 - 1290年9月26日）は、スコットランド女王（在位：1286年 - 1290年）。アレグザンダー3世の娘マーガレットとノルウェー王エイリーク2世の一人娘。後世に「ノルウェーの乙女」（The Maid of Norway）と呼ばれた。ノルウェー語名はマルグレーテ（Margrete）。

## 生涯
母マーガレットは娘の出産後間もなく死亡した
。父エイリーク2世はその後、のちのスコットランド王ロバート・ブルースの妹イザベルと再婚した。
1286年3月19日、祖父アレグザンダー3世が44歳で全ての子に先立たれたまま急死した。そこで長老・重臣たちは、アレグザンダー3世の血を引くマルグレーテ（マーガレット）に白羽の矢を立てた。こうして、わずか3歳のスコットランド初の女王が誕生したが、マーガレットはノルウェーの王宮にとどまったままだった。
隣国イングランドのエドワード1世（マーガレットの母方の大伯父にあたる）はスコットランド王位の継承権を狙って、4歳の王太子エドワード（後のエドワード2世）とマーガレットの結婚を迫った。スコットランドの長老・重臣たちにはこの要求をはねのけることができず、1290年3月に2人の結婚に同意することをエドワード1世に通知した。同年7月18日、スコットランド南部で結婚条件が取り決められたが、国境地帯にイングランド軍を配置するばかりか、スコットランドの王位継承権をイングランド側に移すという屈辱的な内容であった。
結婚のためスコットランドに渡ることになったマーガレットを乗せた船が、ノルウェーのベルゲンからスコットランドを目指した。途中で大時化に遭いながらも、船は9月26日にオークニー諸島（当時はノルウェー領）へ到着した。しかし、マーガレットは極度の船酔いのため、スコットランドに足を踏み入れることなく同地で亡くなった。わずか7歳であった。マーガレットの死によってスコットランドのアサル王朝は断絶し、ジョン・ベイリャルら13人の王位請求者が乱立する事態となった。
死から10年後の1300年、マーガレットを自称する偽マルグレーテがベルゲンに出現したが、ほどなく処刑された。